# Антонинов итинерар
Антонинов итинерар (латински: Itinerarium Antonini Augusti - итинерар цара Антонина) је био римски итинерар, путна мапа са станицама дуж пута и раздаљинама у римским миљама између њих.

## Итинерар
Сматра се да је Антонинов итинерар могао да настане још у време Јулија Цезара. Прерађен је у 3. или у 4. веку нове ере када га је непознати аутор сачинио у данашњој форми. Вероватно се то догодило током првих година владавине цара Диоклецијана (284—305). Документ је подељен на два дела. Први, значајнији, сегмент Антониновог итинерара носи назив Itinerarium provinciarum. Односи се на сувоземне путеве кроз римске провинције. Други део, Itinerarium maritimum, сведочи о пркоморским рутама Римског царства. Итинерар доноси списак најзначајнијих станица и њихова међусобна растојања изражена, као и у другим итинерарима, у римским миљама. Римска миља износила је 1000 римских двоструких корака, односно раздаљина од 1430 м изражена у метричком систему. 